# Vicious Engine
Vicious Engine är en spelmotor som utvecklats av det amerikanska företaget Vicious Cycle Software. 
Vicious Engine finns i versioner för Microsoft Windows, Sony Playstation 2, PlayStation 3, Microsoft Xbox, Xbox 360, Xbox Live Arcade, Nintendo GameCube, Nintendo Wii och PlayStation Portable.. 

## Spel baserade på Vicious Engine
Spelmotorn har bland annat används för att utveckla följande spel:
- Alien Syndrome
- Puzzle Quest: Challenge of the Warlords
- Dead Head Fred